# San Francisco del Rincón
San Francisco del Rincón é um município localizado na parte ocidental do Estado de Guanajuato, no México. Considerado a capital mundial do sombrero e capital nacional do calçado desportivo. O município ganhou fama por ser a sede do Rancho San Cristóbal, residência de campo de Vicente Fox, o presidente de México durante o período 2000-2006.